# 트랜스휴머니스트당
트랜스휴머니스트당(영어: Transhumanist Party)은 트랜스휴머니즘을 주장하는 미국의 군소정당이다. 트랜스휴머니스트인 졸탄 이슈트반이 2014년 창당하였으며, 그가 이 당 소속으로 2016년 미국 대통령 선거에 출마하며 주목을 끌었다.

## 같이 보기
- 트랜스휴머니즘 정치